# Aeroporto Internacional Aurel Vlaicu
O Aeroporto Internacional Aurel Vlaicu (em romeno: Aeroportul Internaţional Aurel Vlaicu) é um aeroporto internacional localizado em Bucareste, na Romênia. É o segundo maior aeroporto de Bucareste, atrás apenas do Aeroporto Internacional Henri Coandă, ele está localizado a 8 km desse aeroporto. Em 1965 foi aberto para o uso civil.
Desde março de 2012 o aeroporto Aurel Vlaicu foi o segundo aeroporto romeno em termos de ar ou tráfico.

## Transportação
O aeroporto está situado a 8 km ao norte do centro da cidade de Bucareste e é acessível pelos ônibus STB (Societatea de Transport București) 131, 335 e Airport Express 783, STB tramway 5 e táxi. Uma extensão do sistema de metrô de Bucareste para a Aeroporto Internacional Aurel Vlaicu, como a Linha de Metrô M6, que a ligará à Estação de Trem Principal e ao Aeroporto Internacional Henri Coandă, foi aprovada em junho de 2006 e atualmente está em fase de planejamento.